# Forelius brasiliensis
Forelius brasiliensis är en myrart som först beskrevs av Auguste-Henri Forel 1908.  Forelius brasiliensis ingår i släktet Forelius och familjen myror.

## Underarter
Arten delas in i följande underarter:
- F. b. brasiliensis
- F. b. pilipes

## Bildgalleri

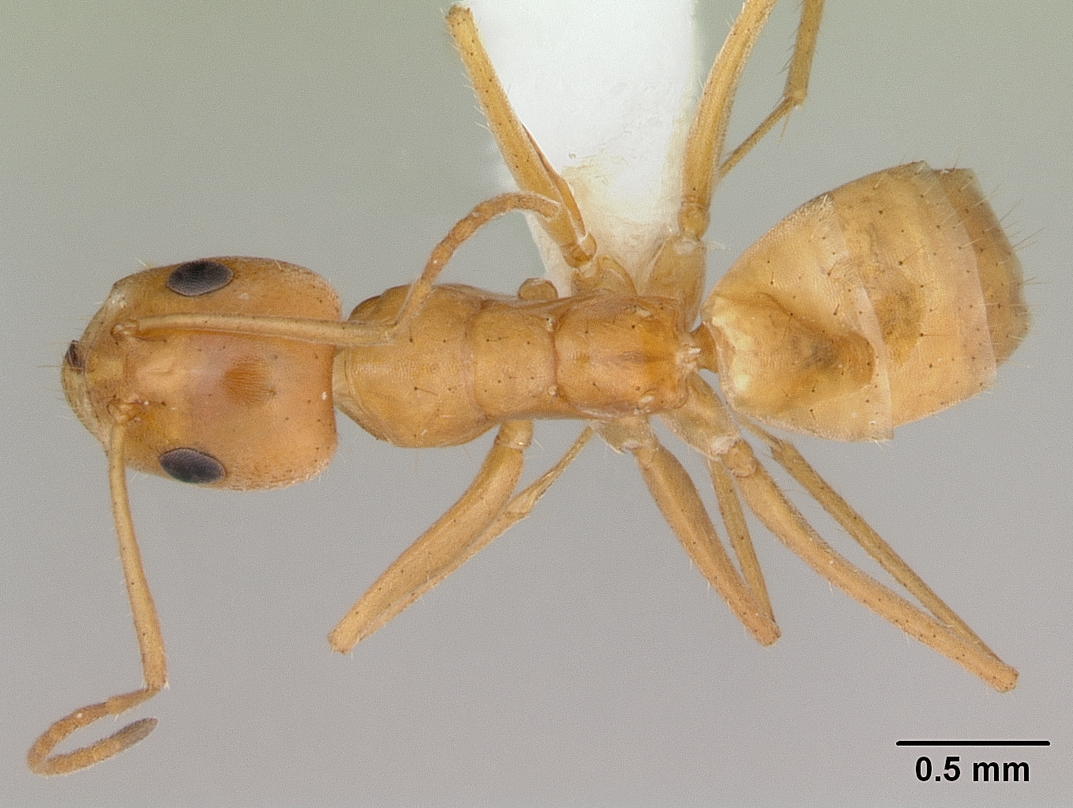
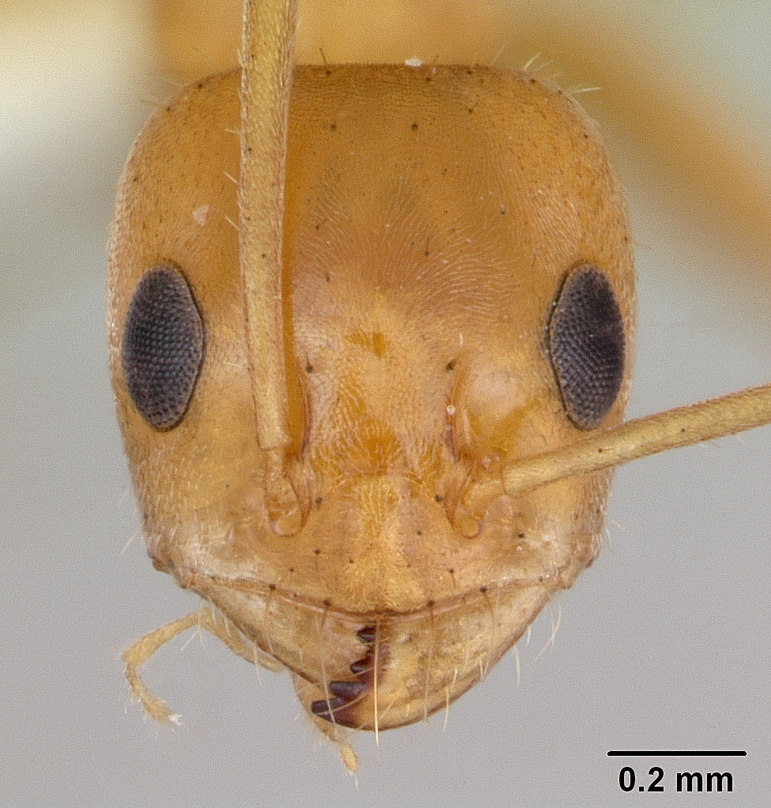
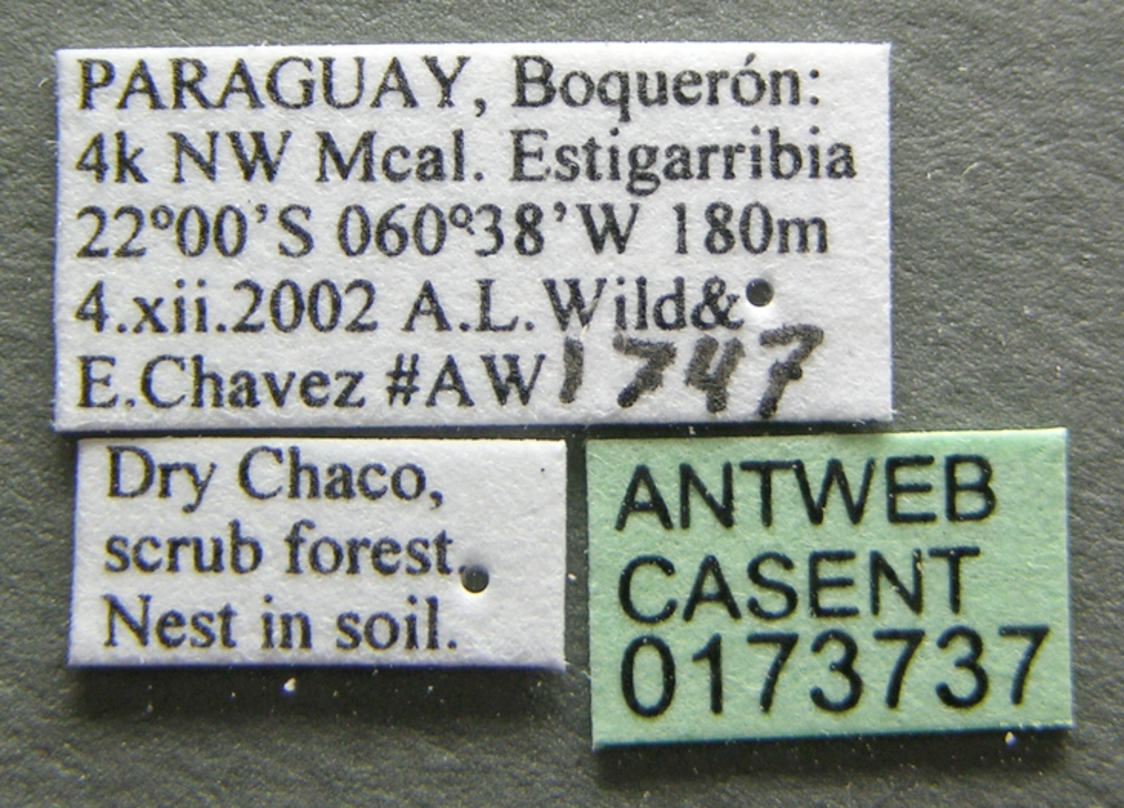
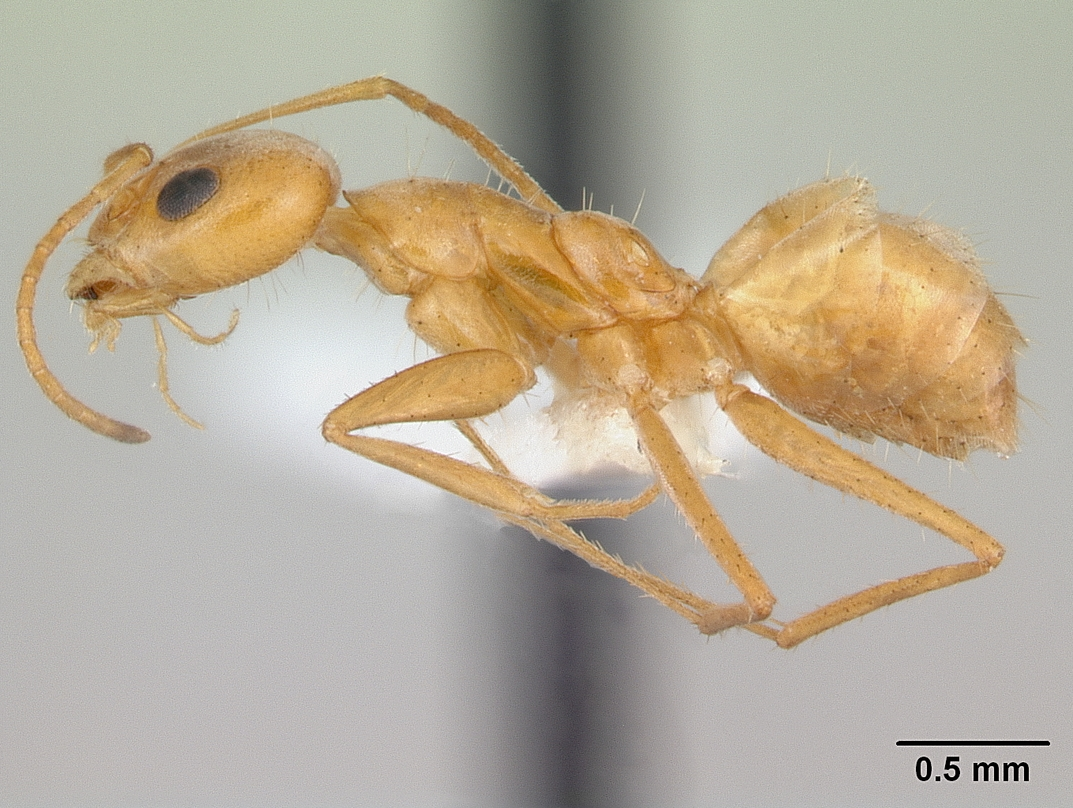